# Kwiatuszki Małe
Kwiatuszki Małe – kolonia w Polsce położona w województwie warmińsko-mazurskim, w powiecie szczycieńskim, w gminie Rozogi. W latach 1975–1998 miejscowość administracyjnie należała do województwa ostrołęckiego.